# 記述文法
記述文法（きじゅつぶんぽう）は、言語が実際にどのように使用されているかをありのままに記述する文法である。これには、一般的に用いられない表現や、規範文法では誤りとされる表現も含まれる。
例えば「できる」の命令形とされる「できろ」のような表現は、規範文法では一般に誤りとされるが、記述文法の観点では言語事実の一つとして分析される。こうした考え方は、日本語処理のうち形態素解析において重要視される。

## 概論
記述文法的な考え方が注目される契機の一つに、橋本進吉・岩淵悦太郎らによる動詞の活用形に対し、複数の観点から批判がなされたことが挙げられる。議論の焦点は、「文語動詞の四段活用動詞の語幹は子音末尾である」のに対し、文語文法で「h」音末尾の動詞が学校文法では「ワ行音末尾動詞(w 音末尾動詞)」と扱われた点であり、その説明の論理的整合性に疑問が呈されたことにある。この問題が議論された1970年代末には、「漢字の使えるパソコン」やインターネットは普及しておらず、SNOBOLのような言語は存在したものの、「コーパスデータの分析」という計算言語学の手法は発展途上であり、検証は容易ではなかった。
その後、ワープロやパソコンの普及などにより、「かな漢字変換」の高精度化に対するニーズが高まったが、それが直ちに記述文法への関心には至らなかったとされる。1990年頃には日本語の辞書引きツールが発売された。その開発ではアスキーの VJE チームやアップルコンピュータ・ジャパンのことえりチームとも協業が行われたが、「かな漢字変換」処理の過程で記述文法的な規則を導入することは、その複雑さから本格的な実装には至らなかった。これには当時「不定長データと動的ガベージコレクションを行なえるプログラミング言語が普及していなかった」という技術的な制約も一因とされている。

## 技法
日本語の用言の活用をコンピュータプログラムで実装するにあたり、ローマ字を基準に記述すれば、C言語などでも比較的小規模なコードで記述可能であるとされる。ただし、かなとローマ字の対応関係は必ずしも一意でないため、「あ」を「_a」、「ん」を「nn」のように内部表現を工夫する必要が生じる。一方、従来の文語文法や学校文法で用いられている「かな」を基準とした記述では、より多くの分岐処理が必要となり、コードの記述量が増加する傾向にあった。
このような状況を解決するため、中間言語(PrologやLISPなど)を用いたシステムの導入が検討されたものの、これらの言語は文字列処理に特化されていなかった。SQLは文字列検索機能を持つ点で有望視されたが、当時の標準的な仕様では先頭一致の文字列検索に効率的に対応できず、言語処理の分野で広く普及するには至らなかった。

## その他
日本語の不規則活用動詞には、いわゆる「サ変（する）」「カ変（くる）」以外に、「いう（言う/云う/謂う）」や「いく(行く/征く/逝く)」があり、「乞う/請う」「問う」は文語の活用を遺しているということが検証されている。